# Гидеон (фильм)
«Гидеон» (англ. Gideon) — американский фильм 1999 года.

## Сюжет
Кристофер Ламберт играет главного героя — Гидеона, на первый взгляд, умственно отсталого, но в глубине души имеющего своё понимание вещей и логику, которую многие люди не в состоянии признать. Он отправляется жить в дом престарелых, несмотря на то, что намного моложе его обитателей. Директора заведения доктора Вилоувса в исполнении Николса и его властную мать в исполнении Винтерс загнала в угол «железная» логика Гидеона, согласно которой они обязаны взять его на содержание, так как подписали договор и взяли предоплату с тетки Гидеона. С этого момента под его нежной, почти невидимой, опекой, застойная жизнь обитателей дома престарелых становится более активной и
эмоциональной. Пожилые люди вновь обрели радость жизни и эмоции, которые они потеряли с возрастом. Обитателей в доме играют голливудские звезды 50-х — 60-х годов 20-го столетия, Ч.Хестон играет начитанного, эрудированного пенсионера; К. О’Коннор играет старого зануду, недовольного всем и вся; Ш. Джонс играет заботливую, но одинокую женщину. Герой М. Коннорса тоскует по дням былой спортивной славы. Б. Баин недавно овдовела и до сих пор не может справиться со своей потерей. Именно этих обитателей выделил среди прочих новичок Гидеон, отдав им своё душевное тепло без остатка. Они больше не считают оставшиеся дни, так как Гидеон своим волшебством снова пробудил в них радость жизни.

## В ролях
- Кристофер Ламберт — Гидеон Оливер Доббс
- Чарлтон Хестон — Эддисон Синклер
- Кэрролл О’Коннор — Лео Барнес
- Ширли Джонс — Элли Мортон
- Майк Коннорс — Харланд Грир
- Барбара Бэин — Сара
- Шелли Уинтерс — мисс Виллоус
- Тейлор Николс — д-р Виллоус
- Кристал Бернард — Джин
- Майкелти Уильямсон — Колеман Волкер